# Fiskerne (tv-serie)
 For alternative betydninger, se Fiskerne (flertydig). (Se også artikler, som begynder med Fiskerne)
Fiskerne er en dansk miniserie fra 1977, instrueret af Jens Ravn og med manuskript af Leif Petersen, over romanen af samme navn fra 1928 af Hans Kirk.

## Medvirkende
- Avi Sagild som Tea Røn
- Claus Nissen som Anton Knopper
- Henry Jessen som Thomas Jensen
- Otto Brandenburg som Laust Sand
- Ulla Bülow Lemvigh-Müller Koppel som Adolfine
- Laila Andersson som Malene Bundgaard
- Arne Skovhus som Lars Bundgaard
- Bent Mejding som Pastor Brink
- Kirsten Søberg som Alma Jensen
- Lily Weiding som Præstefruen
- Jørgen Teytaud som Jens Røn
- Anne Wedege-Mathiasen som Tabita Røn
- Bent Børgesen som Poul Vrist
- Lone Rode som Marianne Vrist
- Baard Owe som Kjeld
- Birgitte von Halling-Koch som Thora, Kjelds kone
- Claus Strandberg som Anders Kjøng
- Mogens Brix-Pedersen som Mads Langer
- Thorkild Demuth som Niels Væver
- Hanne Jørna som Katrine
- Poul Thomsen som Peder Hygum
- Aase Hansen som Laura Hygum
- Simon Rosenbaum som Mogensen
- Preben Lerdorff Rye som Lærer Aaby
- Hans-Henrik Krause som Pastor Thomsen
- Asger Bonfils som Pastor Terndrup
- Alf Lassen som Toldbetjent Kock
- Jens Okking som Bageren
- Kai Holm som Martinus Povlsen
- Ruth Brejnholm som Fru Mogensen
- Paul Barfoed Møller som Brugsuddeler
- Bertel Lauring som Sognefogeden
- Jørgen Bidstrup som Fabiansen
- Jytte Seedorff som Fru Fabiansen
- Ole Larsen som Død-Esben fra Kæret
- Eva Krogh som Jordemoder
- Beatrice Palner som Andrea Povlsen
- Eigil Reimers som Amtmanden
- Helge Dahl som Politimesteren
- Finn Nielsen som Jørgen Spliid, fisker
- Tage Axelson som Jens Kolby, søndenfjordsfisker
- Jan Hougaard som Lars Toft, søndenfjordsfisker
- Jørgen Langebæk som Karl Poulsen, søndenfjordsfisker
- Torben Jetsmark som Laurids
- Berthe Qvistgaard som Fortælleren